# Aunslev Kirke
Aunslev Kirke (tidligere Avnslev Kirke) ligger vest for landsbyen Aunslev ved sekundærrute 160 og er sognekirke for Aunslev Sogn i Nyborg Kommune. Indtil 1970 lå kirken i Vindinge Herred, Svendborg Amt. Ved siden af kirken ligger det fredede Avnslev Hospital fra 1755.